# Métro de Barcelone
 (décembre 2016).
Si vous disposez d'ouvrages ou d'articles de référence ou si vous connaissez des sites web de qualité traitant du thème abordé ici, merci de compléter l'article en donnant les références utiles à sa vérifiabilité et en les liant à la section « Notes et références ».
Le métro de Barcelone (en espagnol et catalan : Metro de Barcelona) est l'un des systèmes de transport en commun desservant l'aire métropolitaine de Barcelone. Avec une longueur totale de 170 kilomètres, il est le deuxième métro le plus étendu d'Espagne après Madrid. Il compte 12 lignes pour 183 stations. En 2019, le métro de Barcelone assure le transport de plus de 455 millions de passagers.
Le réseau est exploité par deux entités. Transports Metropolitans de Barcelona (TMB), entreprise dépendant de la mairie de Barcelone, est responsable des lignes 1, 2, 3, 4, 5, 9, 10 et 11. Son réseau, inauguré en 1924, est en extension perpétuelle. Ferrocarrils de la Generalitat de Catalunya (FGC), entreprise dépendant du gouvernement catalan, assure l'exploitation des lignes 6, 7, 8 et 12. Ces lignes constituent la partie urbaine d’un réseau suburbain. Les deux entreprises sont intégrées (tout comme les entreprises gérant les autres moyens de transport collectifs de l’agglomération) dans le consortium Autoritat del Transport Metropolità.

## Évolution du réseau
Le 30 décembre 1924, la première ligne de métro entre la place de Catalogne et Lesseps est ouverte. Elle est construite par le Gran Metropolitano de Barcelona. La ligne, aujourd'hui la L3, reçoit son nom de Gran Metro. Un an et demi plus tard, le 10 juin 1926, une deuxième ligne de métro entre en service entre Bordeta et Catalunya. Elle est construite par une société concurrente, Metropolitano Transversal. Cette dernière ligne est à l'époque surtout utilisée par les visiteurs de l'Exposition internationale de Barcelone de 1929. La ligne est créée initialement pour connecter deux lignes de la RENFE, ce qui détermine le choix d'un écartement de 1 674 mm. Une portion de la ligne entre les stations Universitat et Arc de Triomf comporte par ailleurs quatre voies qui peuvent être empruntées indifféremment par le métro ou par les trains de la RENFE. Le 19 décembre 1926, une branche du Gran Metro entre Aragón (aujourd'hui Passeig de Gràcia) et Jaume est inaugurée. Ce tronçon fait de nos jours partie de la ligne 4.
Jusqu'en 1946, il n'y a que peu de nouvelles ouvertures, essentiellement à cause de la mauvaise conjoncture économique. Après 1939, le régime de Franco étant au pouvoir, les noms catalans des stations sont tous hispanisés.
En 1951, la communauté de Barcelone prend le contrôle des deux sociétés d'exploitation Gran Metropolitano de Barcelona et Metropolitano Transversal. L'objectif est de parvenir à réaliser un réseau de métro adapté au nombre toujours croissant de passagers. En 1954, la ligne 1 est prolongée de Santa Eulàlia à Fabra i Puig. Cinq années plus tard, le 21 juillet 1959, la nouvelle ligne 5 est inaugurée entre Sagrera et Vilapicina. Cette ligne, contrairement aux autres, est alimentée par caténaire.
En 1961, les deux sociétés exploitantes fusionnent pour faciliter le développement du réseau de Barcelone. Dans les années et décennies suivantes, le réseau existant est régulièrement prolongé sans pour autant que de nouvelles lignes soient construites. Le 25 septembre 1995, la nouvelle ligne 2 entre Sant Antoni et Sagrada Família entre en service ; le tunnel qu'elle emprunte avait en partie été construit en 1929. En 2002, un tronçon de la ligne 4 entre La Pau et Pep Ventura est repris par la ligne 2. Le 14 décembre 2003 une nouvelle ligne, la 11 entre en service. Dans la mesure où elle doit traverser plusieurs carrefours, elle doit plutôt être considérée comme un semi-métro ou un tramway. Néanmoins les normes d'un métro ayant été appliquées lors de sa construction, sa transformation en ligne de métro est possible, si cela devient nécessaire. Le 13 décembre 2009, la première ligne automatisée, la ligne 9, ouvre sur un tronçon de cinq stations. Depuis, cette ouverture a été rejointe par l'automatisation de la ligne 11, le 15 décembre 2009.

## Prolongements en cours et planifiés
42 km de tunnels à deux étages superposés et 52 stations constitueront deux des lignes automatiques du métro barcelonais : les L9 et L10. La première relie l’aéroport international de Barcelone-El Prat à Can Zam et la seconde rallie Gorg à zone industrielle du Polígon Pratenc. Ces lignes partagent les mêmes infrastructures entre Gornal et Bon Pastor.
Elles auront pour vocation d’assurer un meilleur maillage du réseau existant : ainsi, elles seront en correspondance avec l’ensemble du réseau métropolitain (excepté avec la L11) :
- Avec la L1 : Fondo, La Sagrera et Torrassa
- Avec la L2 : Gorg
- Avec la L3 : Lesseps et Zona Universitària
- Avec la L4 : Sagrera | TAV, La Sagrera et Guinardó | Hospital de Sant Pau
- Avec la L5 : La Sagrera et Collblanc

Mais également des correspondances avec les réseaux FGC (El Putxet, Sarrià, Europa | Fira et Ildefons Cerdà), RENFE et AVE (Sagrera | TAV).
La première partie, Can Zam-Can Peixauet, rattachée à la L9, comprenant 3 stations intermédiaires, a ouvert le 13 décembre 2009. Puis, en avril 2010 sont ouvertes les parties Gorg-Bon Pastor et Can Peixauet-Bon Pastor. Le tronçon Bon Pastor-Sagrera a été ouvert le 26 juin 2010. En février 2016, c'est au tour du tronçon Zona Universitària - Aeroport T1 d'être ouvert. Puis, en septembre 2018, le tronçon Can Tries | Gornal-Foc est inauguré. En février 2020, c'est le tronçon Foc-Zona Franca qui est ouvert, avant que la dernière extension en date, Zona Franca - ZAL | Riu Vell, ne soit inauguré en novembre 2021. La totalité des lignes 9 et 10 sera ouverte après 2028, 130 millions de passagers par an sont attendus.
Mais, d’autres travaux ont lieu :
- Sur la L1 : prolongement de Hospital de Bellvitge à El Prat Estació, et prolongement de Fondo à Badalona Est. (après 2021)
- Sur la L2 : prolongement de Sant Antoni à Aeroport T1 avec un tronçon commun avec la ligne L9 de Parc Logístic à Aeroport T1, avec la fermeture du tronçon Sant Antoni - Paral·lel. (après 2021)
- Sur la L3 : prolongement de Zona Universitària à Sant Feliu Centre (dix stations), et prolongement de Trinitat Nova à Trinitat Vella. (après 2021)
- Sur la L4 : prolongement de La Pau à La Sagrera (trois stations), démarrage des travaux après l'inauguration de la section La Sagrera-Lesseps de la L9. (après 2021)
- Sur la L8 : prolongement jusqu'à Gràcia. (après 2021)
- Sur la L12 : prolongement jusqu'à Finestrelles | Sant Joan de Déu. (après 2021)

## Caractéristiques

### Présentation
Le réseau de métro de Barcelone comporte 123,5 km de voies et 153 stations.
| Ligne | Exploitant TMB | Parcours                                              | Ouverture | Longueur | Nombre de stations | Vitesse commerciale | Matériel roulant   | Écartement des rails (en millimètres) | Conduite    |
| ----- | -------------- | ----------------------------------------------------- | --------- | -------- | ------------------ | ------------------- | ------------------ | ------------------------------------- | ----------- |
|       | TMB            | Hospital de Bellvitge ↔ Fondo                         | 1926      | 20,72 km | 30                 | 26,8 km/h           | 4000 ; 6000        | 1674                                  | manuelle    |
|       | TMB            | Paral·lel ↔ Badalona Pompeu Fabra                     | 1995      | 13,1 km  | 18                 | 28,1 km/h           | 9000               | 1435                                  | manuelle    |
|       | TMB            | Zona Universitària ↔ Trinitat Nova                    | 1924      | 16,62 km | 26                 | 26,6 km/h           | 2000 ; 3000 ; 5000 | 1435                                  | manuelle    |
|       | TMB            | Trinitat Nova ↔ La Pau                                | 1973      | 17,21 km | 22                 | 28,4 km/h           | 2100 ; 9000        | 1435                                  | manuelle    |
|       | TMB            | Cornellà Centre ↔ Vall d'Hebròn                       | 1969      | 18,9 km  | 27                 | 26,3 km/h           | 5000               | 1435                                  | manuelle    |
|       | FGC            | Plaça Catalunya ↔ Sarria                              | 2003      | 5,2 km   | 9                  |                     | 112 ; 113          | 1435                                  | manuelle    |
|       | FGC            | Plaça Catalunya ↔ Av. Tibidabo                        | 2003      | 3,9 km   | 7                  |                     | 114                | 1435                                  | manuelle    |
|       | FGC            | Plaça Espanya ↔ Molí Nou Ciutat Cooperativa           | 2003      | 11,8 km  | 11                 |                     | 213                | 1000                                  | manuelle    |
|       | TMB            | Can Zam ↔ La Sagrera Zona Universitària ↔ Aeroport T1 | 2009      | 27,5 km  | 24                 | 29,2 km/h           | 9000               | 1435                                  | automatique |
|       | TMB            | La Sagrera ↔ Gorg Collblanc ↔ ZAL \| Riu Vell         | 2010      | 13,9 km  | 17                 | 32,9 km/h           | 9000               | 1435                                  | automatique |
|       | TMB            | Trinitat Nova ↔ Can Cuiàs                             | 2003      | 2,3 km   | 5                  | 23,7 km/h           | 500                | 1435                                  | automatique |
|       | FGC            | Sarria ↔ Reina Elisenda                               | 2016      | 0,4 km   | 2                  |                     | 112 ; 113          | 1435                                  | manuelle    |

### Matériel roulant

#### Matériel roulant exploité par la TMB
| Série | Livraison   | Constructeur | Ecartement des roues | Nombre de rame | Nombre de voitures par rame | Conduite                                            | Ligne(s) désservies | Illustration |
| ----- | ----------- | ------------ | -------------------- | -------------- | --------------------------- | --------------------------------------------------- | ------------------- | ------------ |
| 500   | 2003        | CAF          | 1435 mm              | 3              | 2                           | Automatique                                         |                     |              |
| 2100  | 1995        | CAF          | 1435 mm              | 15             | 5                           | Manuelle                                            |                     |              |
| 5000  | 2005        | CAF          | 1435 mm              | 39             | 5                           | Manuelle                                            |                     |              |
| 6000  | 2007        | CAF          | 1674 mm              | 14             | 5                           | Manuelle                                            |                     |              |
| 7000  | 2023        | CAF          | 1435 mm              | 26             | 5                           | Manuelle                                            |                     |              |
| 8000  | 2023        | CAF          | 1674 mm              | 24             | 5                           | Manuelle                                            |                     |              |
| 9000  | 2006 - 2010 | Alstom       | 1435 mm              | 35             | 5                           | Manuelle (Ligne 2 et 4) Automatique (Ligne 9 et 10) |                     |              |

#### Ancien matériel roulant exploité par la TMB
| Série | Livraison   | Suppression | Constructeur     | Ecartement des roues | Nombre de rame | Nombre de voitures par rame | Alimentation          | Ligne(s) désservies | Illustration |
| ----- | ----------- | ----------- | ---------------- | -------------------- | -------------- | --------------------------- | --------------------- | ------------------- | ------------ |
| 100   | 1926        | 1979        | ?                | 1674 mm              | 12             | 1 à 3                       | 3ème rail             |                     |              |
| 200   | 1944 - 1955 | 1983        | MTM              | 1674 mm              | 14             | 2 à 3                       | 3ème rail             |                     |              |
| 300   | 1924 - 1970 | 1987        | ?                | 1435 mm              | 36             | 2                           | caténaire & 3ème rail |                     |              |
| 400   | 1958 - 1968 | 1989        | MTM, Macosa      | 1674 mm              | 20             | 3 à 5                       | 3ème rail             |                     |              |
| 600   | 1959        | 1985        | Macosa           | 1435 mm              | 7              | 2 à 4                       | caténaire             |                     |              |
| 1000  | 1970        | 2007        | MTM, Macosa      | 1435 mm              | 25             | 5                           | caténaire             |                     |              |
| 1100  | 1974 - 1979 | 2009        | MTM, Macosa      | 1435 mm              | 27             | 5                           | caténaire             |                     |              |
| 2000  | 1992 - 1997 | 2024        | CAF, Alstom      | 1435 mm              | 6              | 5                           | caténaire             |                     |              |
| 3000  | 1987        | 2024        | CAF, MTM, Macosa | 1435 mm              | 18             | 5                           | caténaire             |                     |              |
| 4000  | 1987 - 1990 | 2024        | CAF, MTM, Macosa | 1674 mm              | 24             | 5                           | caténaire & 3ème rail |                     |              |

#### Matériel roulant exploité par la FGC
| Série | Livraison   | Constructeur            | Ecartement des roues | Nombre de rame | Nombre de voitures par rame | Ligne(s) désservies | Illustration |
| ----- | ----------- | ----------------------- | -------------------- | -------------- | --------------------------- | ------------------- | ------------ |
| 112   | 1995        | CAF, Alstom, ABB        | 1435 mm              | 22             | 4                           |                     |              |
| 113   | 2014        | CAF, Alstom             | 1435 mm              | 19             | 4                           |                     |              |
| 114   | 2014        | CAF, Alstom             | 1435 mm              | 5              | 3                           |                     |              |
| 115   | 2022        | Stadler                 | 1435 mm              | 15             | 4                           |                     |              |
| 213   | 1999 - 2009 | CAF, Alstom, Bombardier | 1000 mm              | 42             | 3                           |                     |              |

#### Ancien matériel roulant exploité par la FGC
| Série | Livraison   | Suppression | Constructeur | Ecartement des roues | Nombre de rame | Nombre de voitures par rame | Ligne(s) désservies | Illustration |
| ----- | ----------- | ----------- | ------------ | -------------------- | -------------- | --------------------------- | ------------------- | ------------ |
| 111   | 1983 - 1987 | 2015        | MTM, Macosa  | 1435 mm              | 20             | 3                           |                     |              |
| 211   | 1987 - 1988 | 2009        | MTM, Macosa  | 1000 mm              | 10             | 2 à 3                       |                     |              |

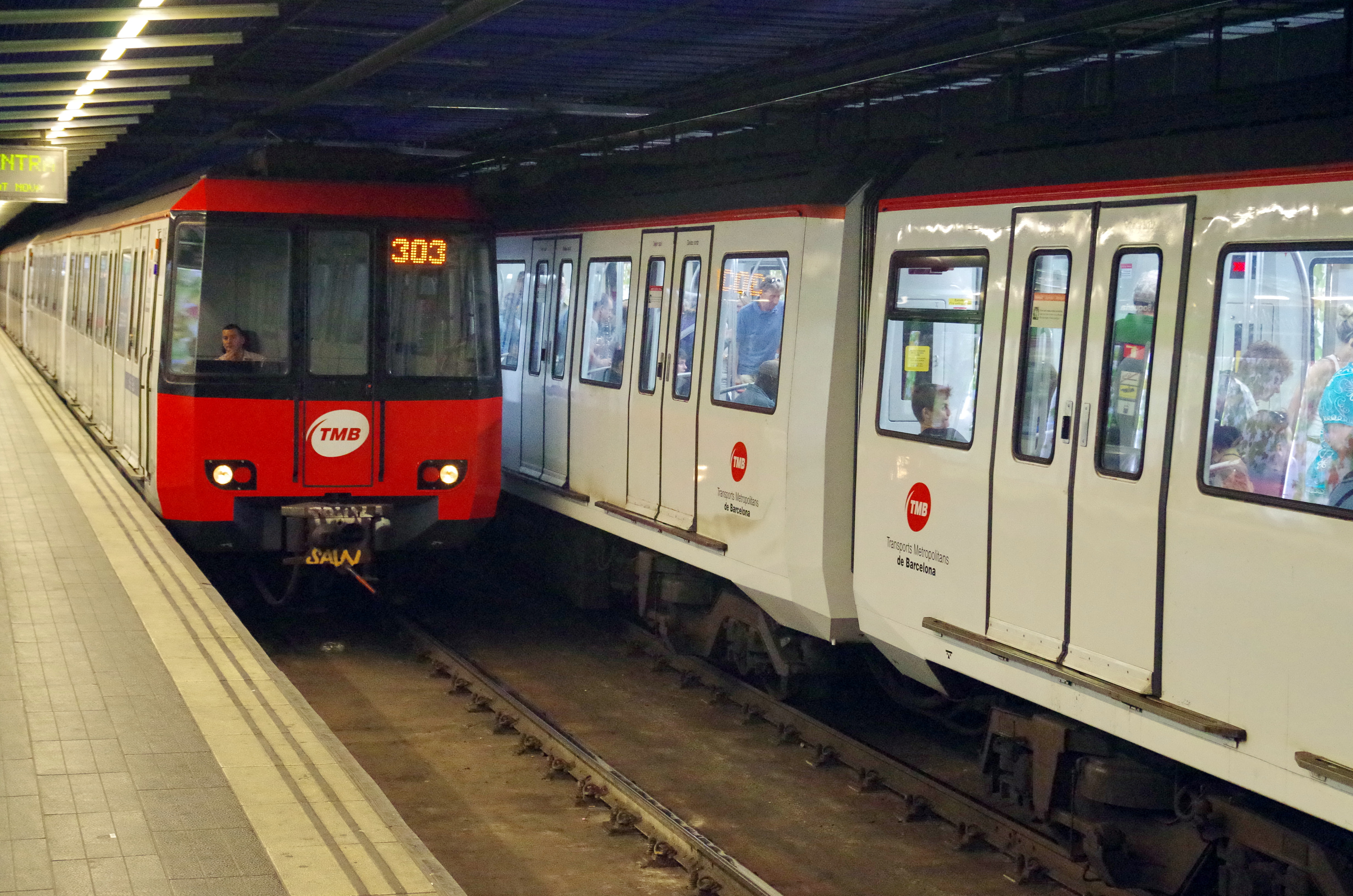
Une S-3000 sur la ligne 3

Les séries circulant sur le réseau TMB, excepté la 9000 fabriquée par Alstom, ont été construites par CAF.
- Ligne 1 : les séries 6000 et 8000, construites pour l'écartement de rails ibérique, font partie des rames de métro les plus larges au monde.
- Ligne 2 : depuis le passage des trains de la série 2100 à la L4, ce sont les 9000 qui font partie du quotidien des usagers. À moyen terme, la L2 sera amenée à avoir un tronçon commun avec la L9, et les trains de la série 9000 disposeront d'une conduite automatique.
- Ligne 3 : cette ligne dispose de 2 séries : 5000 et 7000.
- Ligne 4 : après le départ de la série 1100 en été 2008, ce sont les séries 2100 et 9000 qui y circulent.
- Ligne 5 : cette ligne voit circuler les trains de la série 5000.
- Ligne 6 : la ligne utilise des trains de la série 112, 113 et 115 depuis le retrait des trains de la série 111.
- Ligne 7 : cette ligne utilise des trains de la série 114 depuis le retrait des trains de la série 111. Les trains de la série 112 et 113 ne peuvent pas y accéder pour cause de gabarit(112, 113 = 4 wagons; ligne 7 = 3 wagons possibles).
- Ligne 8 : elle voit circuler des trains de la série 213.
- Lignes 9 et 10 : elles utilisent des trains de la série 9000, entièrement automatisés.
- Ligne 11 : ce sont les trains de la série 500 qui y circulent, ces derniers sont considérés comme des métros légers.
- Ligne 12 : on peut y trouver des trains de la série 112,113 ou 115.

### Horaires et tarification
L'ensemble du réseau appartient à la zone tarifaire 1, hormis la L8 en heure de pointe prolongée à Can Ros.
Les horaires sont également identiques quelle que soit la société exploitante :
- Du lundi au jeudi (et le dimanche soir), le métro ouvre de 5 h à minuit, avec un train toutes les 2 à 3 minutes en heure de pointe. La fréquence la plus basse se situe autour d'un train toutes les 10 minutes.
- Le vendredi, les fréquences sont identiques, mais les trains circulent entre 5 h et 2 h du matin
- Le service est ininterrompu les nuits du samedi au dimanche, les jours fériés, le 31 décembre ainsi que celle de la San Juan.

## Traductions
- (de) Cet article est partiellement ou en totalité issu de l’article de Wikipédia en allemand intitulé « Metro Barcelona » (voir la liste des auteurs).

- (es) Cet article est partiellement ou en totalité issu de l’article de Wikipédia en espagnol intitulé « Metro de Barcelona » (voir la liste des auteurs).